# اوسکارستروم
اوسکارستروم (به سوئدی: Oskarström) یک سکونتگاه مسکونی در سوئد است که در شهر هالمستاد واقع شده‌است.

## خصوصیات
اوسکارستروم ۳٫۴۹ کیلومترمربع مساحت و ۴٬۰۷۱ نفر جمعیت دارد.